# سوبري
سوبري (بالإنجليزية: SUPRE)‏ هو برنامجٌ لمنظمة الصحة العالميَّة لمنع الانتحار. يجمع هذا البرنامج الإحصائيات، كما أطلق دراسةً حول الانتحار في خمس قارات. كما ينشر البرنامج نصائح لمنظمات الإعلام لمتابعتها من أجل منع حالات الانتحار بالتقليد.